# Estação Islands Brygge

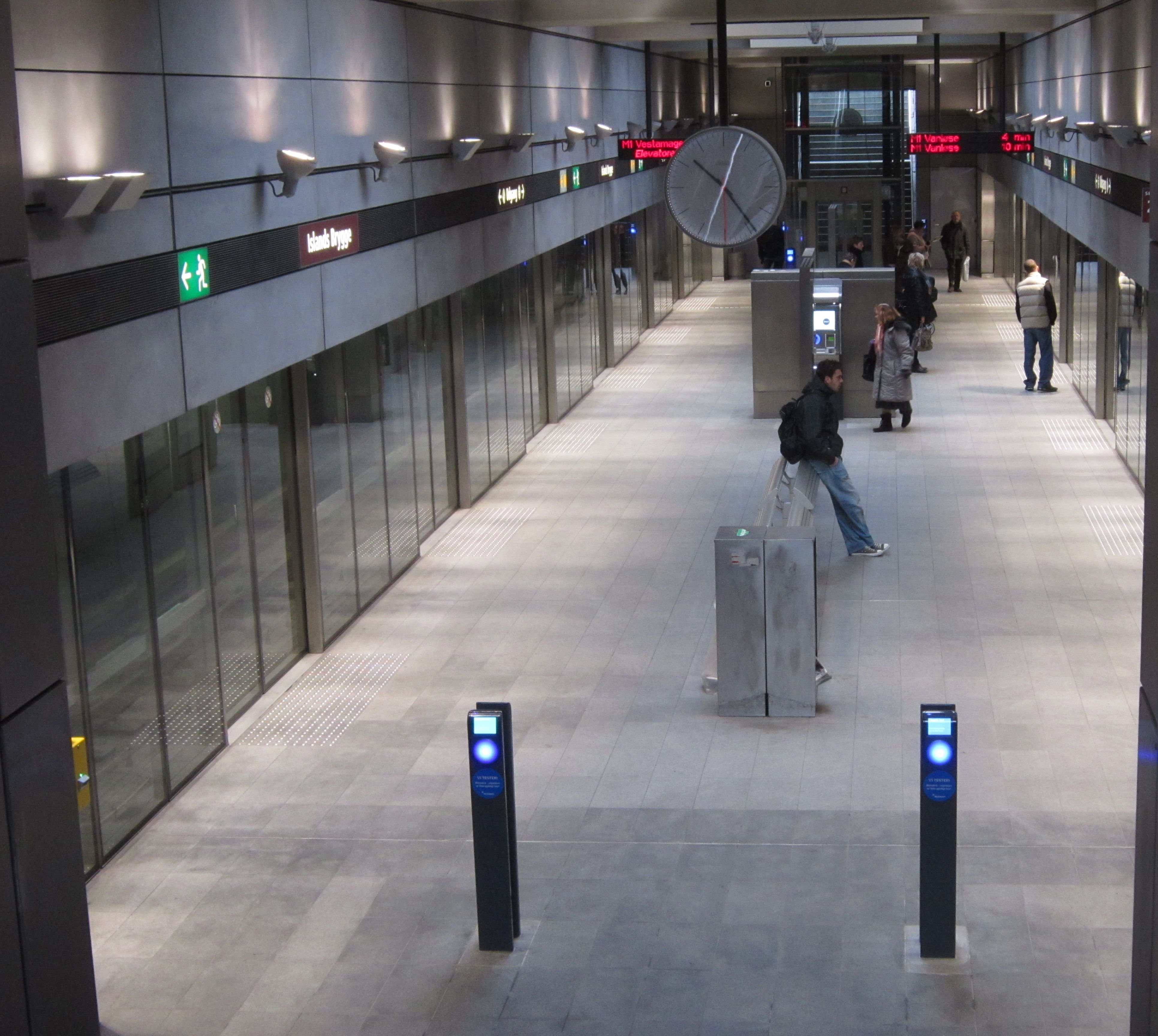
Hall de acesso da Islands Brygge.

Islands Brygge é uma da estação da linha M1 do metro de Copenhaga, na Dinamarca.